# John Deng
John Deng, né le 29 juillet 1952, est un homme politique taïwanais.